# Steffen Driesen
Steffen Driesen (ur. 30 listopada 1981 w Meerbusch) – niemiecki pływak występujący głównie w stylu grzbietowym, zawodnik klubu SG Bayer Uerdingen. Reprezentant Niemiec na Letnie Igrzyska Olimpijskie w Sydney i Atenach, gdzie zdobył srebrny medal w sztafecie 4 x 100 m stylem zmiennym wspólnie z Larsem Conradem, Jensem Kruppą i Thomasem Rupprathem.
Podczas Letnich Igrzysk Olimpijskich w Sydney i Atenach zajął 7. miejsce na dystansie 100 m stylem grzbietowym indywidualnie, w 2001 roku był 3. na dystansie 100 m stylem grzbietowym podczas mistrzostw Europy oraz 2. w sztafecie 4 x 100 m stylem zmiennym podczas mistrzostw świata. W 2002 zajął 4. miejsce na dystansie 100 m stylem grzbietowym na mistrzostwach Europy, w 2003 był 4. na dystansie 50 i 100 m stylem grzbietowym podczas mistrzostw świata oraz 2. na 200 i 3. na 100 m stylem grzbietowym podczas mistrzostw Europy na krótkim basenie. W latach 1999–2005 był dziewięciokrotnym mistrzem Niemiec.
Podczas mistrzostw Europy juniorów 1998 zajął 2. miejsce na dystansie 100 m stylem grzbietowym. Rok później zwyciężył na 50, 100 i 200 m stylem grzbietowym.
W 2002 roku uznany został sportowcem roku miasta Krefeld, a w 2003 zajął 2. miejsce w plebiscycie na najlepszego pływaka Niemiec. Ma 194 cm wzrostu i waży 92 kg.